# Livewire
Livewire (Alto Voltaje en español), alias de Leslie Willis, es una supervillana ficticia que aparece en contenido multimedia producido por DC Entertainment y en cómics estadounidenses publicados por DC Comics. Creada para Superman: la serie animada, el personaje apareció por primera vez en marzo de 1997 en Superman Adventures #5 (basada en la serie animada). Su primera aparición en los cómics convencionales de DC Comics fue en Action Comics #835 (marzo de 2006).
En animación, la voz del personaje fue expresada por Lori Petty en las series Superman: la serie animada y Las nuevas aventuras de Batman y por Maria Canals-Barrera en la serie Liga de la justicia. En acción real, fue interpretada por Anna Mae Routledge en la serie Smallville y por Brit Morgan en la serie del Arrowverso, Supergirl.

## Biografía del personaje ficticio

### Universo animado de DC
Leslie Willis debuta en la segunda temporada de Superman: la serie animada (1997), con la voz de Lori Petty.
En el episodio «Livewire», Leslie es presentada como una popular, aunque controvertida, locutora de radio de Metrópolis que disfruta cínicamente ridiculizando a Clark Kent / Superman durante sus transmisiones. Una noche durante una grave tormenta eléctrica, Leslie presenta un concierto de rock en honor a su tercer aniversario trabajando en la estación de radio, en Centennial Park en el centro de Metrópolis. Ignorando las advertencias de su productor sobre la tormenta, la preocupación de las autoridades por la seguridad pública y el cielo cambiante, Leslie exige que el show continúe. Sin embargo, Superman aparece para ayudar a la policía a detener el evento. Los fanes de Leslie la apoyan al lanzarle cosas al Hombre de Acero, cuando de repente, un rayo golpea el escenario prendiéndole fuego. Superman pone a Leslie a salvo, mientras que otro rayo electrifica la torre de metal en el escenario; la electricidad corre por el cuerpo de Superman y a través de un cable en el escenario, Leslie se electrocuta mientras que su apariencia cambia en el acto. Cuando Leslie se despierta en el hospital, observa que su piel ahora es de un color blanco fantasmal y que su pelo se ha vuelto azul y erizado. Leslie observa a través del televisor a Superman hablando con los reporteros acerca del accidente. Un reportero insinúa que Superman, cansado del odio de Leslie y sus comentarios intolerantes, la empujó hacia el peligro como castigo por su arrogancia. Leslie, enojada, culpa a Superman por su accidente y furiosamente agarra un reloj para lanzarlo al televisor, sin embargo, el reloj se enciende en su mano sin estar enchufado y sin tener baterías. Es en ese momento que Leslie descubre que tiene el poder de controlar la electricidad.
Posteriormente, Leslie se escapa del hospital tras convertirse en una corriente eléctrica. En medio de su enfrentamiento contra Superman, Leslie reorganiza los electrones de su bata del hospital convirtiéndola en un leotardo negro con un rayo en el medio y con botas negras, armando así su traje. En ese instante, Leslie proclama ser «Livewire» y toma el control de los teléfonos, televisores y carteles apoderándose así de los medios locales. Sin embargo, al tener que drenar electricidad para continuar con su control, Superman la persigue hasta una planta hidroeléctrica y finalmente la detiene al rociarla con agua. Estando internada en la Isla de Stryker, Lex Luthor se hace cargo de sus gastos médicos debido al mutuo desprecio que ambos sienten por Superman.
En el episodio «Dosis doble», Livewire, ya recuperada, se encuentra encerrada en una celda aislada. Aprovechando el descuido de un guardia de seguridad, Livewire logra escapar y además libera a Rudy Jones / Parásito para que se convierta en su aliado y juntos obtengan su venganza contra Superman. Sin embargo, Livewire es traicionada por Parásito y luego es nuevamente derrotada por Superman.
En el episodio «La noche de las chicas» de la segunda temporada de Las nuevas aventuras de Batman (1998), nuevamente con la voz de Lori Petty, Livewire reaparece consiguiendo fugarse en medio de su traslado por Ciudad Gótica hacia una nueva prisión. Tras su escape, Livewire une fuerzas con la Dra. Harleen Quinzel / Harley Quinn y con la Dra. Pamela Lillian Isley / Hiedra Venenosa para desatar el caos en la ciudad. Pronto, el trío de villanas es confrontado por Kara Kent / Supergirl y Barbara Gordon / Batgirl, quienes también unen fuerzas para derrotarlas.
En el episodio «Más allá, parte 1» de la segunda temporada de Liga de la justicia (2003), esta vez con la voz de Maria Canals-Barrera, Livewire se une al Escuadrón de la Venganza de Superman para destruir al superhéroe definitivamente. Tras iniciar una masacre en Metrópolis, los miembros del Escuadrón, incluida Livewire, son enfrentados por la Liga de la Justicia. Luego de que la máquina de Winslow Schott Jr. / El Juguetero presuntamente asesina a Superman y a varios miembros del Escuadrón enviándolos al futuro, Livewire se une a Kalibak junto a otros villanos como Carol Ferris / Star Sapphire, Claire Selton / Volcana, Floyd Lawton / Deadshot y Copperhead para iniciar una nueva masacre en la ciudad. Sin embargo, Livewire termina siendo finalmente derrotada por Wally West / Flash.
En la tercera temporada de Liga de la Justicia Ilimitada (2006), Livewire aparece sin diálogos durante los episodios «Venganzas mortales» y «El gran robo de cerebros» mostrándose como miembro de la Sociedad Secreta del Gorila Grodd.

#### Superman Adventures
En la serie de cómics de Superman Adventures (1996-2002), basada en Superman: la serie animada del Universo animado de DC, Livewire aparece en el cómic #5, «Equilibrio de poder», los «Juegos de guerra» de dos partes (#22-23) y en el final de dos partes (#65-66), «Power Play». En las historias, Livewire es retratada más simpáticamente, haciendo equipo con el Profesor Emil Hamilton y dando toda su energía para detener a Vril Dox / Brainiac en «Juegos de guerra», lo que la deja en estado de coma hasta que se despierta en «Power Play», donde definitivamente se vuelve buena.

### Cómics
Similar a lo que pasó con Harley Quinn, Livewire fue introducida en la continuidad principal del Universo DC convencional en Action Comics #835 (marzo de 2006), escrita por Gail Simone y John Byrne.
Al igual que la versión de Livewire del Universo animado de DC, también es una locutora de radio llamada Leslie Willis, cuyo programa está dedicado principalmente a criticar a Superman durante cada noche, declarando siempre que Superman solo salva personas para fanfarronear y presumir de su poder. Además, Leslie muestra un desprecio por el radio difusor Billy Batson, alias Capitán Marvel. La carrera de Leslie como locutora de radio se ve amenazada cuando el dueño de la estación, Miguel, decide transformar su compañía en una estación country (una referencia a un locutor de radio de la vida real, Howard Stern, quien perdió su trabajo de una manera similar). Miguel finalmente despide a Leslie, debido a que a su esposa la había salvado Superman.
A diferencia de la Livewire del Universo animado de DC, esta Leslie nació con el poder de controlar la electricidad. Sin embargo, no obtiene su apariencia física característica hasta que enfurecida por la pérdida de su empleo, se dirige a la cima de la estación donde accidentalmente termina siendo golpeada por un rayo. Al absorber una gran cantidad de energía proveniente del rayo, es que su aspecto finalmente cambia quedándose con una piel blancosa y el pelo de color azul. Al tener tal desagradable apariencia, Leslie comienza a llamarse Livewire y estando enloquecida decide vengarse de Superman.
Cuando Superman se muestra debilitado debido a una pelea anterior con la Reina de las Fábulas, no puede soportar los ataques de Livewire. Sin embargo, aunque demasiado débil para pelear directamente, Superman logra derrotar a Livewire con astucia, inhabilitando sus poderes.
Posteriormente, Livewire es secuestrada junto a la mayoría de los demás metahumanos en la Tierra por un ser llamado el «Subastador». Este ser recorre el universo en busca de objetos únicos (a menudo robados) para venderlos al mejor postor. Los poderes únicos de Livewire le permiten a Superman y a muchos otros cautivos escapar de sus celdas de contención. Livewire luego hace equipo con Nightwing, Superman, el Veterano, Blue Jay y otros héroes más para que todos puedan escapar de la situación siendo más estratégicos juntos.
En esos instantes, un campo de anulación crea una barrera psicológica para inhabilitar a los héroes de usar sus poderes. Sin embargo, con la ayuda de Mister Terrific, el cual se comunica a través de la electricidad natural de Livewire, se hace posible la desactivación del campo.
Durante el intento de escape, Livewire accidentalmente crea un enlace entre el equipo improvisado y todos los televisores de la Tierra. Esto se hace difícil de apagar, por lo que dentro de poco, el equipo se enfrenta al Subastador. Con gran dificultad, Livewire logra obtener el control sobre los sistemas de comunicación del Subastador. Bajo las sugerencias de Superman, el equipo amenaza al Subastador de mostrar toda su base de datos a cada extraterrestre, a menos que acepte liberar a los héroes y dejar la Tierra en paz. El Subastador con disgusto, hace lo acordado y los regresa a todos a la Tierra. Toda la aventura se ve en cada televisor de la Tierra y debido a la venta de la historia dramática, en muchos planetas extraterrestres también.
Durante tal aventura, Livewire también demostró sentirse atraída físicamente por Nightwing.
En Jóvenes Titanes #51, Livewire reaparece bajo el control de Starro.
En Batgirl #2, Livewire causa un apagón en Ciudad Gótica. Sin embargo, es detenida fácilmente por Batgirl, la cual vestía un batitraje aislante.
En El día más brillante, Livewire aparece luchando contra Lince, tras este ser poseído por Starheart.
En Superman: Grounded, una Livewire enloquecida, debido a la reciente inestabilidad de sus poderes, ataca a Jimmy Olsen y toma en custodia a varios rehenes en Las Vegas para así llamar la atención de Superman. Luego, se revela que los poderes de Livewire se están deteriorando por lo que ya no puede controlarlos con total seguridad. Superman entonces la ayuda proporcionándole un traje especial suyo que ella tiene que usar cuando se convierte en un ser de energía, lo que provoca que el escudo del traje con la letra S cambie a una L, causando que sus poderes regresen a su estado normal. Después de ello, Livewire es arrestada, pero no recibe una sentencia grave bajo los argumentos de que solo causó daños de propiedad, nadie resultó herido y que Superman habló a su favor, además de que Iron Munro usó su influencia en el departamento de justicia para ayudarla. Cuando Jimmy le pregunta a Superman el por qué trabajaría con Livewire, este le responde que todos se merecen una segunda oportunidad. Con la ayuda de Iron Munro, Serling Roquette y un empleado de Laboratorios S.T.A.R, Livewire finalmente es declarada como reformada. Pronto, a Livewire y a Iron Munro se les hace entrega de unos relojes de señal como parte de ser reclutados en un grupo llamado los «Supermanes de América», formado para casos especiales, ya que Superman llegó a entender que no podía estar en todos los lugares al mismo tiempo.

#### Los Nuevos 52
En el reinicio de la continuidad principal de los cómics que da lugar a una nueva continuidad, Livewire es introducida en las historias como una miembro de la Sociedad Secreta de Supervillanos tras los eventos de Maldad Eterna.
En Batgirl #41, cuando Livewire se enfrenta a Superman. A él se le hace imposible derrotarla, debido a que ella estaba hecha de energía pura, por lo que Superman se une a Batman con el propósito de detenerla.
Los orígenes de Livewire se muestran más tarde en otro cómic de Batgirl. Ahí, se revela que como Leslie Willis, trabajó como una videobloguera popular, conocida por sus bromas y tutoriales de maquillaje, pero que durante una hazaña, al tratar de redirigir la electricidad de la ciudad para crear un mensaje inapropiado que se viera desde el espacio, se terminó electrocutando accidentalmente, obteniendo así sus habilidades sobrehumanas.

## Poderes y habilidades
Livewire es un ser de electricidad pura capaz de absorber grandes cantidades de electricidad de fuentes externas y de transformar su cuerpo en electricidad viviente (su traje ajustado está hecho de aire ionizado). Livewire también es capaz de manipular la electricidad (además de los campos magnéticos y eléctricos) y de generar descargas eléctricas de diversas intensidades, a tal punto de ser capaz de invocar rayos, relámpagos y tormentas eléctricas. Sus descargas eléctricas son tan poderosas que son capaces de aturdir e incluso debilitar a Superman. Livewire también tiene la capacidad de transformar su cuerpo en un arco eléctrico, pudiendo viajar a través de todo lo que pueda conducir una corriente eléctrica. Por otro lado, puede controlar dispositivos electrónicos como computadoras y redes de telecomunicación e incluso es capaz de controlar toda la red eléctrica. En los cómics (según lo declarado por Superman en Action Comics #843), Livewire también posee la habilidad de emitir la energía que tiene almacenada en una especie de señal de cobertura (como por ejemplo: las ondas de radio), sin dirigir la energía hacia un objetivo.
Cuando es drenada de su energía, Livewire vuelve a su estado sólido y no puede usar la mayoría de sus habilidades o transformarse en electricidad viviente hasta que pueda absorber una pequeña cantidad de energía eléctrica de alguna fuente. Sin embargo, incluso sin poderes, puede dirigir la corriente libre desde una fuente de energía expuesta para volver a recargarse.
En el episodio «Livewire» de Superman: la serie animada, cuando desea recargarse desde una planta hidroeléctrica, Livewire demuestra una superfuerza increíble al levantar una unidad de poder que almacenaba energía que ella planeaba drenar.
Sin embargo, debido a sus poderes eléctricos, la principal debilidad de Livewire es el agua, debido a que incluso una pequeña cantidad puede causar que su energía almacenada se descontrole. Aunque si tiene suficiente energía almacenada, Livewire puede sobrevivir a salpicaduras sin perder totalmente sus poderes, sufriendo solo un pequeño drenado, teniendo que estar totalmente empapada para sufrir un drenado completo de su energía.
Por otra parte, Livewire también posee otras debilidades, como el polvo de silicio, debido a que al ser cubierta por una gran cantidad de este polvo, sus propiedades de resistencia eléctrica la dejarían sin sus poderes.

## Otros medios

### Televisión

#### Animación
- Livewire aparece sin diálogos en el episodio «Viernes negro» de la tercera temporada de Teen Titans Go! (2015). En el episodio, se la muestra como la tarjeta electrónica de Jump City.
- Livewire aparece parodiada en el segmento Supergirl's Last Mission del episodio «Never Forget» de la novena temporada de Robot Chicken (2018), con la voz de Felicia Day.[2]
- Livewire aparece en la tercera y la cuarta temporada de Young Justice (2019-2022), con la voz de Britt Baron. En su primera aparición, Simon Stagg usa la nanotecnología de Jervis Tetch / El Sombrerero Loco para controlarla como parte de su red de tráfico de metahumanos antes de que el equipo de Dick Grayson / Nightwing la libere. Tras ello, se convierte en residente del Centro Juvenil Metahumano en Taos, Nuevo México, y posteriormente se une a los Outsiders. Livewire aparece durante los episodios «Triptych», «Home Fires», «Leverage», «Illusion of Control», «First Impression», «Ego and Superego» y «Death and Rebirth». En el doblaje hispanoamericano, Livewire es expresada por Stefany Solórzano.[2]
- Livewire aparece en la primera y la segunda temporada de DC Super Hero Girls (2019-2021), con la voz de Mallory Low. Esta versión es una adolescente acosadora, una trol de Internet que publica videos e imágenes de las víctimas de las bromas que ella causa con sus poderes y una miembro de las Super Villain Girls. Livewire aparece durante los episodios «#Beeline», «#ShockItToMe», «#SheMightBeGiant», «#Frenemies», «#SoulSisters», «#BackInAFlash», «#PowerSurge», «#ScrambledEggs», «#CrashCourse», «#CruzControl» y «#WhySoBlue?». En el doblaje hispanoamericano, Livewire es expresada por Betzabé Jara, mientras que en el doblaje de España es expresada por Laura Ramírez.[2]
- Livewire aparece entre la primera y la quinta temporada de Harley Quinn (2020-2025), con la voz de Aline Elasmar. En la historia, Livewire es una miembro de la Legión del Mal. Livewire aparece durante los episodios «L.O.D.R.S.V.P», «A Seat at the Table», «Something Borrowed, Something Green», «The 83rd Annual Villy Awards», «The Horse and the Sparrow», «Gotham's Hottest Hotties», «B.I.T.C.H.», «Icons Only», «The First Person to Come Back From a Business Conference Without Chlamydia», «Metamorphosis», «The Most Culturally Impactful Film Franchise of All Time», «Potato Based Cloning Incident», «Killer's Block» y «Floronic Man». En el doblaje de España, Livewire es expresada por Eva Andrés.
- Livewire aparece en la primera y la segunda temporada de Mis aventuras con Superman (2023-2024), con la voz de Zehra Fazal. Esta versión es la líder de un grupo de ladrones cuyos poderes eléctricos se derivan inicialmente de un supertraje impulsado por un cristal alienígena, antes de que luego desarrolle electroquinesis natural. Posteriormente, se convierte en miembro de la Fuerza Especial X, entabla una relación amorosa con Rory / Ola de Calor, y bajo las órdenes de Sam Lane, ayuda a Superman a combatir la invasión de Metrópolis por parte de Primus Brainiac. Livewire aparece durante los episodios «Aventuras de un hombre normal: Parte 1», «Aventuras de un hombre normal: Parte 2», «Día Cero: Parte 1», «Día Cero: Parte 2», «El científico de acero», «La gran estafa de Olsen» y «Mis aventuras con Supergirl». En el doblaje hispanoamericano, Livewire es expresada por Stefany Solórzano, mientras que en el doblaje de España es expresada por Laura Monedero.[2][14]
- Livewire aparece sin diálogos en la primera temporada de Kite Man: Hell Yeah! (2024), spin-off de Harley Quinn. Aparece durante los episodios «Grand Reopening, Hell Yeah!», «Sexiest Villain Alive, Hell Yeah!» y «Hero Stuff, Hell Yeah!»

#### Acción real
- Livewire aparece en el episodio «Injusticia» de la octava temporada de Smallville (2009), interpretada por Anna Mae Routledge. Esta versión es una delincuente de poca monta que utiliza sus poderes eléctricos para llevar a cabo sus crímenes. Después de ser encarcelada, la media hermana de Lex Luthor, Tess Mercer, se acerca a ella para que forme parte de su equipo de fenómenos meteoríticos. Livewire aparece luego con Rudy Jones / Parásito, Nathaniel Tryon / Neutron, Bette Sans Souci / Plastique y la asistente de Tess, Eva Greer, con quienes forma equipo para buscar a Davis Bloome / Doomsday. Neutron es rápidamente asesinado por Doomsday, mientras que Parásito roba los poderes de Livewire luego de que ella desee escapar. Sin embargo, Livewire es asesinada después por un dispositivo explosivo implantado en su cabeza fuera de la pantalla. Tras ello, Clark Kent le menciona a Plastique que Tess mató a Eva y Livewire. La revelación de que Tess mató a ambas hace que Plastique y Parásito se escondan y casi maten a Tess antes de ser derrotados por Clark y Oliver Queen / Flecha Verde. Tess luego afirma que Luthor fue quien implantó los chips explosivos que fallaron, pero Clark no le cree.[15]
- Livewire aparece en la primera, la segunda y la tercera temporada de Supergirl (2015-2018), interpretada por Brit Morgan.[16] En esta versión, Leslie Willis es una locutora de radio segura de sí misma, brusca y divertida que trabaja para CatCo Worldwide Media.
  - En el episodio «Livewire», Leslie denigra repetidamente en su programa de radio a Kara Danvers / Supergirl, lo que ocasiona su descenso a reportera de tráfico por parte de Cat Grant. En medio de una tormenta eléctrica mientras está en un helicóptero cubriendo su nuevo trabajo, Leslie es rescatada por Supergirl. Sin embargo, en medio del rescate, la superheroína es alcanzada por un rayo, lo que también afecta a Leslie, quien queda en estado de coma y con un radical cambio en su apariencia física. Tras despertar, Leslie descubre que ahora posee poderes eléctricos, y autonombrándose Livewire, se dispone a vengarse de Cat y Supergirl. Sin embargo, Supergirl logra derrotarla tras inhabilitarla con el agua de las tuberías subterráneas. Luego, Livewire es arrestada por el Departamento de Operaciones Extranormales (DEO), siendo la primera metahumana en ser prisionera de la organización.
  - En el episodio «Los mejores del mundo», crossover del Arrowverso entre The Flash y Supergirl, Livewire aparece como una de las dos villanas principales, junto a otra antigua empleada de CatCo, Siobhan Smythe / Silver Banshee. En la historia, Silver Banshee libera a Livewire de la DEO para que la ayude a vengarse de Cat, Supergirl y Kara (sin el conocimiento de ambas de que Kara y Supergirl son la misma persona). Sin embargo, las villanas son derrotadas por Supergirl y Barry Allen / Flash, quienes reciben la ayuda de un grupo de bomberos que neutralizan a Livewire con agua. Tras su derrota, en vez de ser aprisionadas en la DEO, Livewire y Silver Banshee son encarceladas en las nuevas celdas especializadas para metahumanos de la Prisión de Ciudad Nacional, luego de que Flash les suministrara los medios para crearlas.[17]
  - En el episodio «Podemos ser héroes», en medio de su sesión de terapia con la Dra. Hampton, Livewire es secuestrada por un científico demente que pretende robar sus poderes para crear una línea de supersoldados metahumanos basados en la electricidad, logrando tener éxito con el procedimiento en tres personas. El secuestro de Livewire es planeado para que parezca un escape, lo que la enfrenta nuevamente a Supergirl. Sin embargo, Livewire termina forjando una tregua con Supergirl, quien la ayuda a liberarse del control del científico y luego le da ventaja dándole algo de tiempo para escapar.[18]
  - En el episodio «Fuerte Rozz», Livewire, junto a Gayle Marsh / Psi, es reclutada por Supergirl para que la ayude en una misión de obtener información sobre Reign en la prisión del Fuerte Rozz, ubicada en el espacio bajo la luz de un sol azul que dejaría vulnerable a Supergirl. Aunque en un inicio duda debido a sus enfrentamientos anteriores, Livewire acepta ayudar a Supergirl, dirigiéndose junto con ella, Psi e Imra Ardeen / Saturn Girl al Fuerte Rozz. Sin embargo, más tarde, en medio de una pelea contra Reign, Livewire queda debilitada, pero habiéndose previamente reformado tras haber encontrado en Supergirl a una amiga, elige sacrificarse interponiéndose entre un ataque de Reign dirigido en contra de ella, finalmente muriendo como una heroína en los brazos de Supergirl.

### Cine
- Livewire aparece en la película animada Liga de la Justicia: Dioses y monstruos (2015), con la voz de Kari Wahlgren. Esta versión proviene de una realidad alternativa y es una terrorista humana que porta un arma de rayos eléctricos, capaz de dominar incluso a Superman por un corto tiempo hasta que el kryptoniano la contraataca con su visión de calor. En el doblaje hispanoamericano, Livewire es expresada por Sofía Narváez.
- Livewire aparece sin diálogos en la película animada crossover Teen Titans Go! & DC Super Hero Girls: Mayhem in the Multiverse (2022). En la película, Livewire, junto al resto de las Super Villain Girls, se une a la Legión del Mal de Lex Luthor.[2]

### Videojuegos
- Livewire aparece como jefe en Superman: Shadow of Apokolips (2002), con la voz de Lori Petty. En el doblaje de España, Livewire es expresada por Inma Gallego.[2]
- Livewire aparece como jefe en Superman: Countdown to Apokolips (2003).
- Livewire aparece en DC Universe Online (2011).
- Livewire aparece como personaje invocado en Scribblenauts Unmasked: A DC Comics Adventure (2013).[19]
- Livewire aparece como personaje jugable en DC Legends (2016).
- Livewire aparece en Lego DC Super-Villains (2018), con la voz de Cree Summer. En el doblaje hispanoamericano, Livewire es expresada por Maru Guzmán, mientras que en el doblaje de España es expresada por  Chelo Vivares.[2][20]
- Livewire aparece como jefe en DC Super Hero Girls: Teen Power (2021), con la voz de Mallory Low.[2]

### Miscelánea
- Livewire aparece en la serie de cómics DC Universe Online: Legends (2001), relacionada con el videojuego DC Universe Online. En la historia, Livewire aparece como aliada de Brainiac.[21]
- Livewire aparece en la serie de cómics Injustice: Dioses entre nosotros (2015-2016),  precuela del videojuego homónimo.
- Livewire aparece en la serie web animada DC Super Hero Girls: Super Shorts (2019), con la voz de Mallory Low. En las historias, al igual que en la serie madre, Livewire es una acosadora escolar y la mejor amiga de Doris Zuel / Giganta. Livewire aparece durante los episodios «#CandyCrushed», «#PhotoOops» y «#TheBeeStandsAlone». En el doblaje hispanoamericano, Livewire es expresada por Andrea Orozco.[2]
- Livewire aparece en las novelas gráficas de la serie DC Super Hero Girls: At Metropolis High (2019), Powerless (2020), Weird Science (2020), Midterms (2020), Infinite Frenemies (2020), Ghosting (2021) y Exchange Students (2022).
- Livewire aparece en los cómics derivados de la serie Harley Quinn: Harley Quinn: The Animated Series - The Eat. Bang! Kill. Tour (2021) y Harley Quinn: The Animated Series - Legion of Bats! (2022).
- Livewire aparece en los cómics complementarios de la serie Young Justice: Foreign Affairs, Metallic Aftertaste y Last Rights, todos publicados en 2022.